# زبیدودبات
زبیدودبات(کرخه)، روستایی در مسیر عبدالخان از توابع بخش مرکزی شهرستان کرخه در استان خوزستان ایران است.

## جمعیت
این روستا در دهستان آهودشت قرار دارد و براساس سرشماری مرکز آمار ایران در سال ۱۳۸۵، جمعیت آن ۷۱۰ نفر (۱۱۰خانوار) بوده‌است.